# Groupe populaire au Sénat (Espagne)
Le groupe populaire au Sénat (en espagnol : grupo parlamentario popular en el Senado) est un groupe parlementaire espagnol constitué au Sénat, chambre haute des Cortes Generales.

## Historique

### Constitution
Le groupe parlementaire populaire au Sénat est un groupe parlementaire créé pour la première fois le 25 novembre 1982 pour la IIe législature sous la dénomination de groupe parlementaire populaire (en espagnol, grupo parlamentario Popular). Il est alors composé des soixante-six sénateurs de l'Alliance populaire, du Parti démocrate populaire, de l'Union du peuple navarrais et de l'Union majorquine. Juan de Arespacochaga y Felipe assume le porte-parolat.
Le groupe compte parmi ses membres les sénateurs de divers partis politiques :
- Parti populaire
- Parti démocrate populaire (1982-1986)
- Parti libéral (1986-1987)
- Union du peuple navarrais (1982-novembre 2008)
- Parti aragonais (1982-1986, 1996-1999 et 2011-2019)
- Union majorquine (1983-1987)
- Centristes de Galice (1986-1993)
- Union du peuple mélillien (2000-2008)
- Union valencienne (2004-2008)
- Indépendants de Fuerteventura (2006-2008)
- Centre nationaliste canarien (2011-2015)

### Effectifs
| Dénomination                                | Législature | Années      | Représentation | Porte-parole                                                |
| ------------------------------------------- | ----------- | ----------- | -------------- | ----------------------------------------------------------- |
| Groupe parlementaire populaire              | IIe         | 1982-1986   | 66 / 254       | Juan de Arespacochaga y Felipe                              |
| Groupe parlementaire de Coalition populaire | IIIe        | 1986-1989   | 70 / 266       | José Miguel Ortí                                            |
| Groupe parlementaire populaire              | IVe         | 1989-1993   | 98 / 277       | José Miguel Ortí                                            |
| Groupe parlementaire populaire au Sénat     | Ve          | 1993-1996   | 114 / 256      | Alberto Ruiz-Gallardón (jusqu'en février 1995) Ángel Acebes |
| Groupe parlementaire populaire au Sénat     | VIe         | 1996-2000   | 131 / 258      | Pío García-Escudero Esteban González Pons (03/02/1999)      |
| Groupe parlementaire populaire au Sénat     | VIIe        | 2000-2004   | 149 / 258      | Esteban González Pons Antolín Sanz (23/06/2003)             |
| Groupe parlementaire populaire au Sénat     | VIIIe       | 2004-2008   | 123 / 259      | Pío García-Escudero                                         |
| Groupe parlementaire populaire au Sénat     | IXe         | 2008-2011   | 125 / 262      | Pío García-Escudero                                         |
| Groupe parlementaire populaire au Sénat     | Xe          | 2011-2015   | 153 / 265      | José Manuel Barreiro                                        |
| Groupe parlementaire populaire au Sénat     | XIe         | 2016        | 142 / 266      | José Manuel Barreiro                                        |
| Groupe parlementaire populaire au Sénat     | XIIe        | 2016-2019   | 149 / 266      | José Manuel Barreiro Ignacio Cosidó (27/07/2018)            |
| Groupe parlementaire populaire au Sénat     | XIIIe       | 2019        | 69 / 265       | Ignacio Cosidó                                              |
| Groupe parlementaire populaire au Sénat     | XIVe        | 2019-2023   | 97 / 265       | Javier Maroto                                               |
| Groupe parlementaire populaire au Sénat     | XVe         | depuis 2023 | 144 / 266      | Javier Arenas Alicia García (30/11/2023)                    |

### Porte-parole
| Début      | Fin        | Porte-parole            |
| ---------- | ---------- | ----------------------- |
| 25/11/1982 | 23/04/1986 | Juan de Arespacochaga   |
| 17/07/1986 | 13/04/1993 | José Miguel Ortí Bordás |
| 06/07/1993 | 06/02/1995 | Alberto Ruiz-Gallardón  |
| 07/02/1995 | 09/01/1996 | Ángel Acebes            |
| 09/04/1996 | 02/02/1999 | Pío García-Escudero     |
| 03/02/1999 | 20/06/2003 | Esteban González Pons   |
| 24/06/2003 | 01/04/2004 | Antolín Sanz            |
| 13/04/2004 | 12/12/2011 | Pío García-Escudero     |
| 13/12/2011 | 27/07/2018 | José Manuel Barreiro    |
| 27/07/2018 | 23/07/2019 | Ignacio Cosidó          |
| 01/08/2019 | 17/08/2023 | Javier Maroto           |
| 17/08/2023 | 30/11/2023 | Javier Arenas           |
| 30/11/2023 | En cours   | Alicia García           |